# Tunel w Paskowych Dołach
Tunel w Paskowych Dołach, także Schronisko na Paskowych dołkach, Schronisko Paska, Jaskinia w Sułoszowej, Schronisko w górnym wąwozie bocznym w Sułoszowej – jaskinia typu schronisko w miejscowości Sułoszowa w województwie małopolskim, w powiecie krakowskim, w gminie Sułoszowa, w wąwozie Paskowe Doły. Znajduje się w wąwozie Paskowe Doły, który jest prawym odgałęzieniem Dolinki za Piekarnią.

## Opis obiektu
W orograficznie prawych zboczach wąwozu Paskowe Doły znajdują się bezimienne skały. Tunel w Paskowych dołach znajduje się w ich północno-wschodnich ścianach. Jego północny otwór jest dobrze widoczny. Ma wysokość 3 m i szerokość 3 m i krótki korytarz prowadzący do otworu południowo-wschodniego o wysokości 2,5 m i szerokości 2,7 m. Schronisko powstało na ukośnej szczelinie ciosowej w skalistych wapieniach z okresu późnej jury. Szczelina ta w późniejszym czasie uległa rozmyciu i powstał tunel o silnie zwietrzałych ścianach. Jego namulisko pokryte jest wapiennym gruzem, a przy otworach także liśćmi. Tunel jest suchy, oświetlony rozproszonym światłem słonecznym i występują w nim niewielkie nacieki grzybkowe. Przy otworach rosną rośliny nasienne: podagrycznik pospolity i glistnik jaskółcze ziele, a ściany przy otworach porastają glony, porosty i mchy. Wewnątrz obserwowano ślimaki nadobne i pająki.

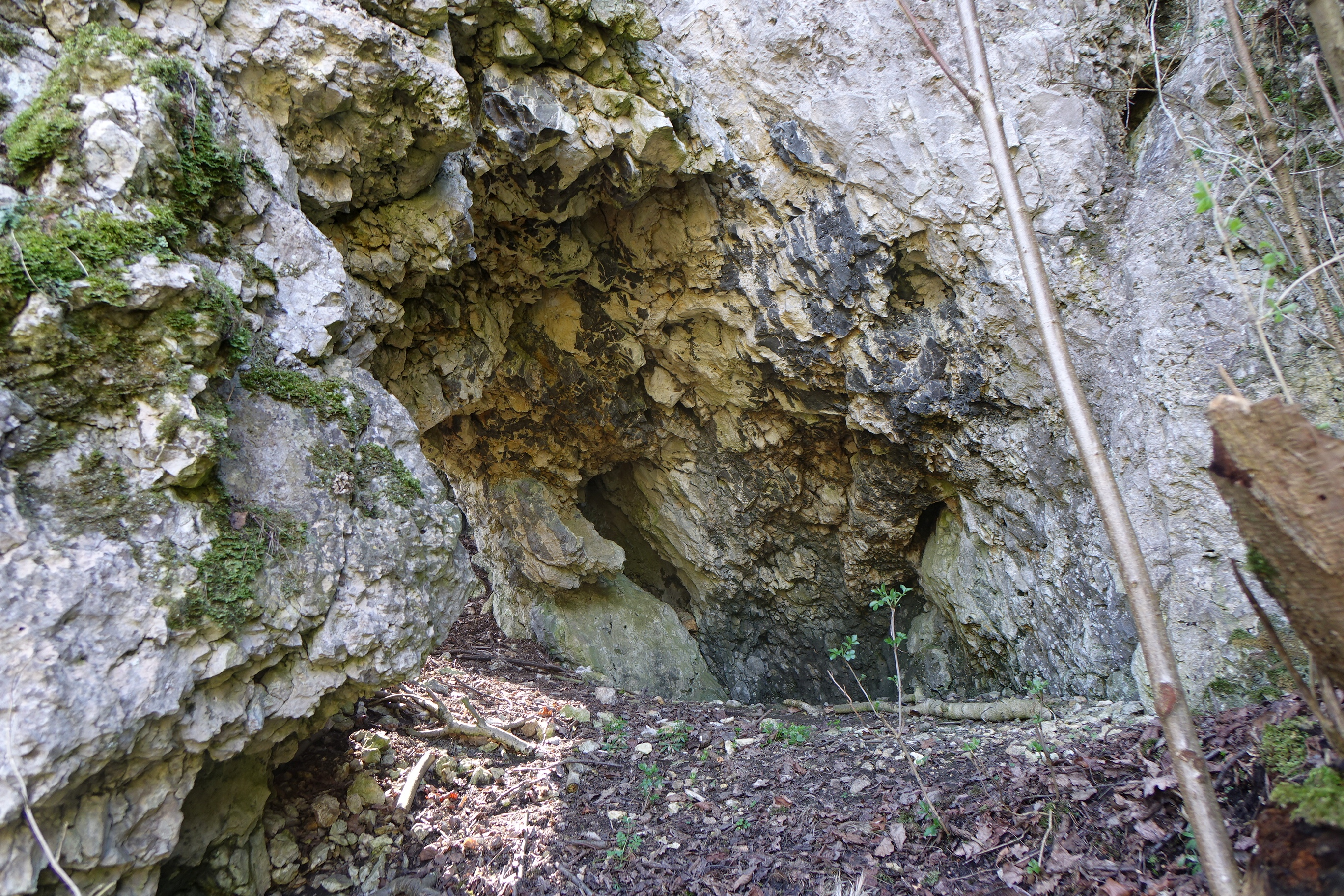
Otwór północny
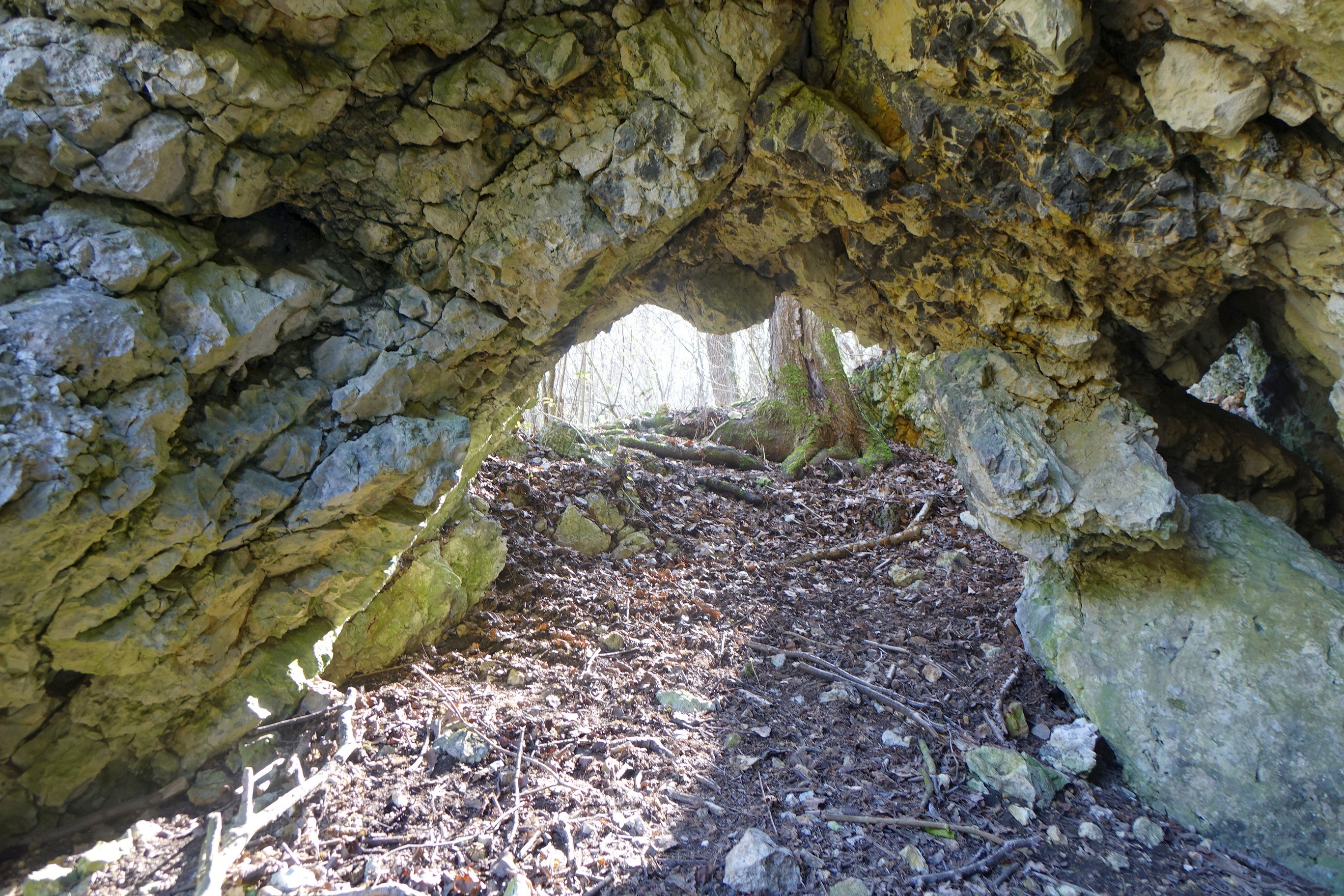
Otwór północny
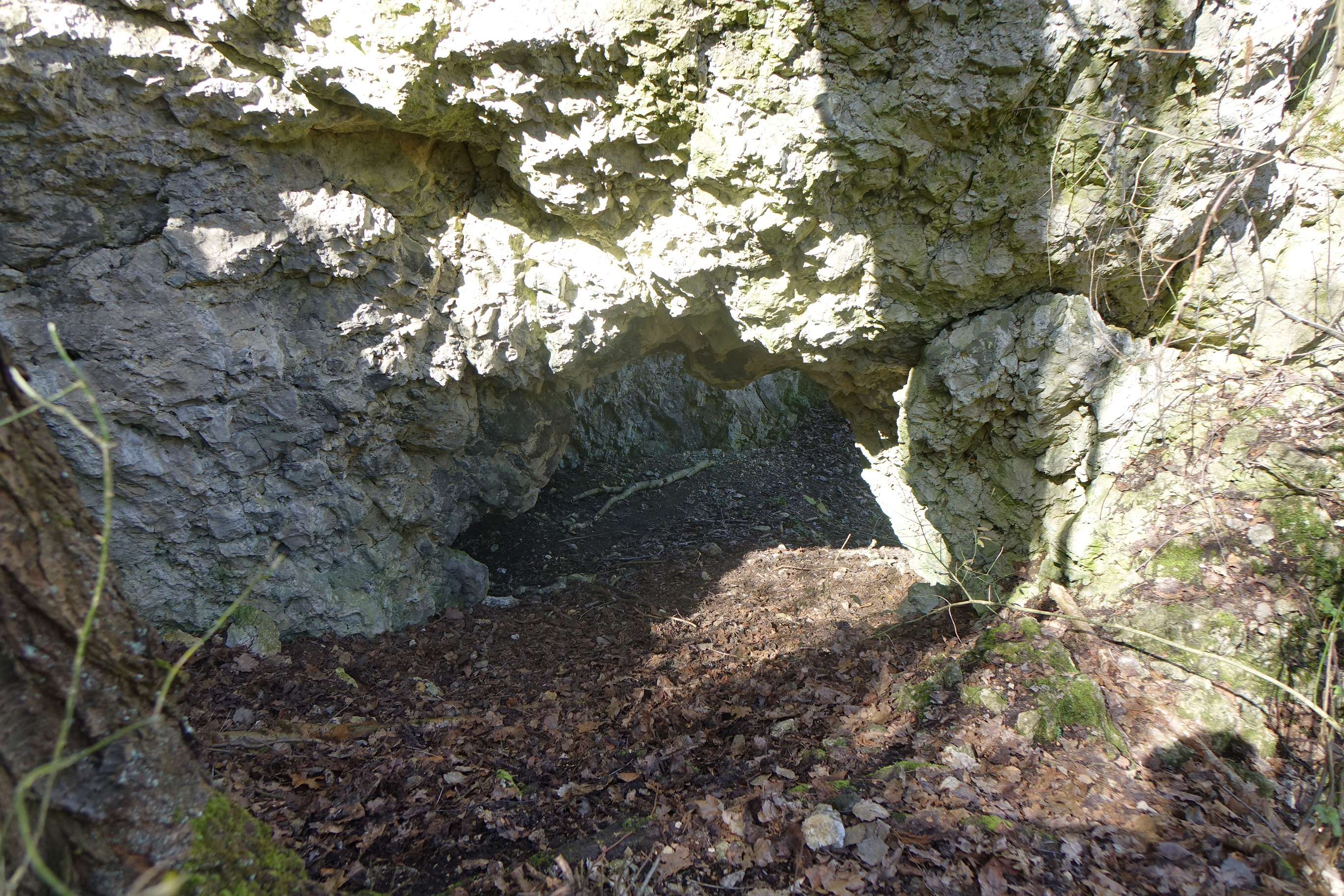
Otwór wschodni

## Historia poznania
Schronisko znane od dawna. Po raz pierwszy w 1905 r. archeolog Stanisław Jan Czarnowski wzmiankował w Sułoszowej Schronisko na Paskowych dołkach, może to być to opisany wyżej tunel, lub Jaskinia w Paskowych Dołach. W 1933 r. R. Danysz-Fleszarowa wymieniła Jaskinię w Sułoszowej i informacja ta może dotyczyć zarówno tego tunelu, jak i Jaskini w Paskowych Dołach. Po raz pierwszy tunel zinwentaryzował Kazimierz Kowalski w 1947 r., a w 1951 r., sporządził jego opis, plan i podał lokalizację na mapie. U. Bijak i M. Rutkowski w 2012 r. opisali nazewnictwo obiektu.